# Ample Destruction
Ample Destruction è il primo album di inediti del gruppo musicale heavy metal statunitense Jag Panzer, pubblicato nel 1984.

| Recensione        | Giudizio |
| ----------------- | -------- |
| Rock Hard tedesco | [ 4 ]    |

## Il disco
La prima pubblicazione avvenuta tramite la piccola casa discografica indipendente Azra Records non ha consentito un'adeguata distribuzione del disco e, per questo motivo, ne esistono diverse copie non ufficiali con copertine diverse, l'originale è stata disegnata da Keith Austin.
La canzone Harder Than Steel fa parte della colonna sonora del film Dark Places - Nei luoghi oscuri con Charlize Theron uscito nel 2015.

### Le ristampe autorizzate
L'album è stato ristampato ufficialmente per la prima volta nel 1990 dall'etichetta britannica Metalcore, sia in vinile che in CD, con una copertina diversa e con l'aggiunta di quattro tracce bonus.
L'anno successivo è uscito nuovamente in compact disc con un'edizione della Metal Blade Records caratterizzata da un nuovo remix effettuato dal bassista John Tetley e dal produttore Tom Gregor e, ancora una volta, da una copertina diversa dall'originale.
Una versione rimasterizzata è stata ristampata nel 2013 dall'etichetta tedesca High Roller Records nei formati LP e CD con l'aggiunta di una traccia bonus.

## La critica
In genere le riviste e i siti specializzati valutano il debutto della band con toni entusiastici, apprezzando il lavoro, in stile NWOBHM, svolto dai chitarristi e le doti vocali di Harry Conklin.
Ample Destruction è anche considerato uno dei primi esempi di power metal americano.

## Tracce
Testi e musiche di Jag Panzer.
1. Licenced to Kill – 3:02
2. Warfare – 5:11
3. Symphony of Terror – 4:24
4. Harder Than Steel – 4:54
5. Generally Hostile – 3:20
6. The Watching – 4:10
7. Reign of the Tyrants – 3:33
8. Cardiac Arrest – 3:12
9. The Crucifix – 7:19

### Tracce bonus
Ristampa Metalcore
1. Instrumental – 0:57
2. Black Sunday – 2:49
3. Eyes of the Night – 6:07
4. Fallen Angel – 3:17

Ristampa Metal Blade Records
1. Black Sunday – 2:49
2. Eyes of the Night – 6:07
3. Lying Deceiver – 5:18

Le tracce bonus sono inserite prima di The Crucifix che diventa la traccia 12.
Ristampa High Roller Records
1. Interlude – 0:59

1. Fallen Angel – 3:17

Le tracce bonus sono inserite a metà e alla fine con conseguente variazione nella numerazione.

## Formazione
- Harry "The Tyrant" Conklin - voce
- Joey Tafolla - chitarra
- Mark Briody - chitarra e tastiera
- John Tetley - basso
- Rick Hilyard - batteria